# Lonchocarpus fendleri
Lonchocarpus fendleri är en ärtväxtart som beskrevs av George Bentham. Lonchocarpus fendleri ingår i släktet Lonchocarpus och familjen ärtväxter.

## Underarter
Arten delas in i följande underarter:
- L. f. fendleri
- L. f. pubescens